# Canton d'Apt
Le canton d'Apt est une circonscription électorale française située dans le département de Vaucluse, en région Provence-Alpes-Côte d'Azur.

## Histoire
Le canton d'Apt a été créé en 1801.
Un nouveau découpage territorial du département de Vaucluse entre en vigueur à l'occasion des premières élections départementales suivant le décret du 25 février 2014. Les conseillers départementaux sont, à compter de ces élections, élus au scrutin majoritaire binominal mixte. Les électeurs de chaque canton élisent au Conseil départemental, nouvelle appellation du Conseil général, deux membres de sexe différent, qui se présentent en binôme de candidats. Les conseillers départementaux sont élus pour 6 ans au scrutin binominal majoritaire à deux tours, l'accès au second tour nécessitant 12,5 % des inscrits au 1er tour. En outre la totalité des conseillers départementaux est renouvelée. Ce nouveau mode de scrutin nécessite un redécoupage des cantons dont le nombre est divisé par deux avec arrondi à l'unité impaire supérieure si ce nombre n'est pas entier impair, assorti de conditions de seuils minimaux. En Vaucluse, le nombre de cantons passe ainsi de 24 à 17. Le nombre de communes du canton d'Apt passe de 13 à 27.
Le canton d'Apt est formé de ses 13 communes originelles, de 8 communes issues de l'ancien canton de Gordes et de 6 communes de l'ancien canton de Bonnieux. Il fait partie de l'arrondissement d'Apt. Le bureau centralisateur est situé à Apt.

## Représentation

### Conseillers généraux de 1833 à 2015
| Période | Période                   | Identité                                   | Étiquette              | Qualité                                                                             |
| ------- | ------------------------- | ------------------------------------------ | ---------------------- | ----------------------------------------------------------------------------------- |
| 1833    | 1836 (démission)          | Auguste Paul Pons                          | Majorité ministérielle | Député (1831-1835) Maire d'Apt Nommé Sous-Préfet en 1836                            |
| 1836    | 1858                      | Placide-Elzéard Brémond                    |                        | Avoué à Apt, conseiller d'arrondissement                                            |
| 1858    | 1865 (décès)              | Fortuné Pin (1805-1865)                    |                        | Ancien Juge au tribunal de première instance d'Apt                                  |
| 1865    | 1870                      | Laurent Brémond (1818-1884)                |                        | Avocat, maire de Saignon                                                            |
| 1870    | 1871                      | M. Jauffret                                |                        | Membre de la commission départementale                                              |
| 1870    | 1883 (décès)              | Elzéar Pin                                 | Gauche républicaine    | Écrivain, poète et agriculteur Député (1848-1849 et 1871-1876) Sénateur (1876-1883) |
| 1883    | 1889                      | Élie Jouve (1853-1934)                     | Républicain            | Docteur en droit, avocat, maire d'Apt                                               |
| 1889    | 1895 (décès)              | Camille de Ferry de la Bellone (1839-1895) | Républicain            | Docteur en médecine à Apt                                                           |
| 1896    | 1925                      | Marcellin Aymard (1849-1954)               | RG                     | Notaire - Maire d'Apt                                                               |
| 1925    | 1937                      | Eugène Baudouin                            | Rad.                   | Avoué - Maire d'Apt                                                                 |
| 1937    | 1941 (démission d'office) | Jean Geoffroy                              | SFIO                   | Avocat Maire de Saint-Saturnin-d'Apt Révoqué par le Gouvernement de Vichy           |
|         |                           |                                            |                        |                                                                                     |
| 1945    | 1949                      | Jean Geoffroy                              | SFIO                   | Notaire Ancien maire de Saint-Saturnin-d'Apt Député (1945) Sénateur (1948-1986)     |
| 1949    | 1973                      | Pierre Robert (1904-1989)                  | Rad.-RGR               | Avoué, Premier adjoint au maire d'Apt                                               |
| 1973    | 1979                      | Jean Étienne                               | UDR puis RPR           | Vétérinaire                                                                         |
| 1979    | 2015                      | Pierre Boyer                               | PS                     | Rhumatologue Maire d'Apt (1979-2001) Adjoint au maire d'Apt (2008-2014)             |

### Conseillers d'arrondissement (de 1833 à 1940)
Le canton d'Apt avait deux conseillers d'arrondissement.
| Période                                  | Période          | Identité                                | Étiquette   | Qualité |
| ---------------------------------------- | ---------------- | --------------------------------------- | ----------- | --- |
| 1833                                     | 1836             | Placide Elzéard Brémond                 |             | Avoué à Apt                                                                                                 |
| 1833                                     |                  | Désiré Ferry de Chènerilles (1794-1869) |             | Juge de paix à Apt                                                                                          |
|                                          |                  |                                         |             | |
| av.1881                                  |                  | François-Lucien Nourrit                 |             | Adjoint au maire d'Apt, suppléant du juge de paix                                                           |
|                                          |                  |                                         |             | |
|                                          | 1887 (démission) | M. Blanc                                |             | |
|                                          |                  |                                         |             | |
| 1889                                     |                  | Joseph Guérin                           | Républicain | Propriétaire-viticulteur, Président du Conseil d'arrondissement, ancien maire de Saignon                    |
| 1889                                     | 1895             | Régis Gavot                             | Républicain | Maire de Rustrel                                                                                            |
| 1895                                     | 1910             | Jean-Baptiste Roux                      | Républicain | Agriculteur et meunier à Saignon                                                                            |
| 1910                                     | 1940             | Albert Brémondy                         | Radical     | Maître d'hôtel, adjoint au maire d'Apt                                                                      |
| 1910                                     | 1928             | Eugène Cresp                            | Radical     | Industriel à Saint-Martin-de-Castillon                                                                      |
| 1928                                     | 1934             | Henri Audibert                          | Radical     | Maire de Viens                                                                                              |
| 1934                                     | 1940             | Maurice Félissian                       | Soc.ind.    | Industriel, adjoint au maire d'Apt                                                                          |
| 1940                                     |                  |                                         |             | Les conseils d'arrondissement ont été suspendus par la loi du 12 octobre 1940 et n'ont jamais été réactivés |
| Les données manquantes sont à compléter. |                  |                                         |             | |

### Conseillers départementaux depuis 2015
| Période élective | Période élective | Mandat | Mandat   | Identité          | Nuance | Nuance | Qualité |
| ---------------- | ---------------- | ------ | -------- | ----------------- | ------ | ------ | --- |
| 2015             | 2021             | 2015   | 2021     | Maurice Chabert   |        | LR     | Professeur retraité Maire de Gordes (1983-2015) Conseiller général du canton de Gordes (1994-2015) Président du Conseil départemental |
| 2015             | 2021             | 2015   | 2021     | Dominique Santoni |        | LR     | Chef d'entreprise Maire d'Apt (2015-2021), Vice-Présidente du conseil départemental                                                   |
| 2021             | 2028             | 2021   | en cours | Patrick Merle     |        | DVD    | Adjoint au maire de Ménerbes, Vice-Président du conseil départemental, membre d'Horizons                                              |
| 2021             | 2028             | 2021   | en cours | Dominique Santoni |        | LR     | Conseillère sortante, Présidente du conseil départemental                                                                             |

### Résultats détaillés

#### Élections de mars 2015
À l'issue du 1er tour des élections départementales de 2015, trois binômes sont en ballottage : Marie-Christine Kadler et Gilles Ripert (Union de la Gauche, 35,6 %), Maurice Chabert et Dominique Santoni (UMP, 34,5 %) et Marie-Madeleine Acis-Poulet et Christian Daram (FN, 29,9 %). Le taux de participation est de 56,46 % (13 750 votants sur 24 353 inscrits) contre 54,43 % au niveau départemental et 50,17 % au niveau national.
Au second tour, Maurice Chabert et Dominique Santoni (UMP) sont élus avec 37,9 % des suffrages exprimés et un taux de participation de 60,58 % (5 430 voix pour 14 752 votants et 24 350 inscrits).

#### Élections de juin 2021
Le premier tour des élections départementales de 2021 est marqué par un très faible taux de participation (33,26 % au niveau national). Dans le canton d'Apt, ce taux de participation est de 38,08 % (9 076 votants sur 23 835 inscrits) contre 34,94 % au niveau départemental. À l'issue de ce premier tour, deux binômes sont en ballottage : Patrick Merle et Dominique Santoni (Union à droite, 33,69 %) et Richard Kitaeff et Peggy Rayne (DVD, 27,68 %).
Le second tour des élections est marqué une nouvelle fois par une abstention massive équivalente au premier tour. Les taux de participation sont de 34,36 % au niveau national, 38,18 % dans le département et 41,82 % dans le canton d'Apt. Patrick Merle et Dominique Santoni (Union à droite) sont élus avec 57,2 % des suffrages exprimés (5 090 voix pour 9 972 votants et 23 847 inscrits),,. 

## Composition

### Composition avant 2015

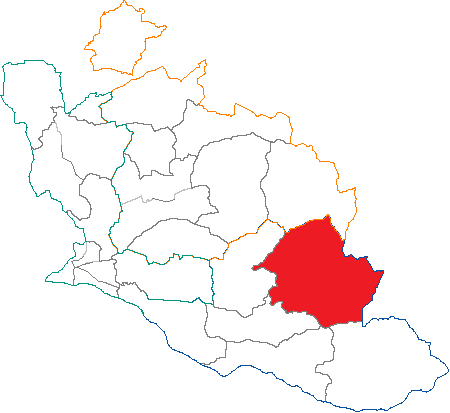
Situation du canton d'Apt dans le département de Vaucluse avant 2015.

Le canton d'Apt regroupait 13 communes.
| Nom                       | Code Insee | Codepostal | Superficie (km2) | Population (dernière pop. légale) | Densité (hab./km2) |
| ------------------------- | ---------- | ---------- | ---------------- | --------------------------------- | ------------------ |
| Apt (chef-lieu)           | 84003      | 84400      | 44,57            | 11 979 (2012)                     | 269                |
| Auribeau                  | 84006      | 84400      | 7,50             | 74 (2012)                         | 9,9                |
| Caseneuve                 | 84032      | 84750      | 18,11            | 502 (2012)                        | 28                 |
| Castellet-en-Luberon      | 84033      | 84400      | 9,84             | 119 (2012)                        | 12                 |
| Gargas                    | 84047      | 84400      | 14,90            | 2 843 (2012)                      | 191                |
| Gignac                    | 84048      | 84400      | 8,15             | 50 (2012)                         | 6,1                |
| Lagarde-d'Apt             | 84060      | 84400      | 21,79            | 35 (2012)                         | 1,6                |
| Rustrel                   | 84103      | 84400      | 28,26            | 753 (2012)                        | 27                 |
| Saignon                   | 84105      | 84400      | 19,60            | 1 017 (2012)                      | 52                 |
| Saint-Martin-de-Castillon | 84112      | 84750      | 38,21            | 741 (2012)                        | 19                 |
| Saint-Saturnin-lès-Apt    | 84118      | 84490      | 75,79            | 2 726 (2012)                      | 36                 |
| Viens                     | 84144      | 84750      | 34,59            | 617 (2012)                        | 18                 |
| Villars                   | 84145      | 84400      | 30,05            | 794 (2012)                        | 26                 |

### Composition depuis 2015
Le canton d'Apt comprend désormais vingt-sept communes entières.
| Nom                         | Code Insee | Intercommunalité             | Superficie (km2) | Population (dernière pop. légale) | Densité (hab./km2) | Modifier                                    |
| --------------------------- | ---------- | ---------------------------- | ---------------- | --------------------------------- | ------------------ | ------------------------------------------- |
| Apt (bureau centralisateur) | 84003      | CC Pays d'Apt-Luberon        | 44,57            | 10 297 (2022)                     | 231                | modifier les données · modifier les données |
| Auribeau                    | 84006      | CC Pays d'Apt-Luberon        | 7,50             | 70 (2022)                         | 9,3                | modifier les données · modifier les données |
| Beaumettes                  | 84013      | CA Luberon Monts de Vaucluse | 2,59             | 308 (2022)                        | 119                | modifier les données · modifier les données |
| Bonnieux                    | 84020      | CC Pays d'Apt-Luberon        | 51,12            | 1 166 (2022)                      | 23                 | modifier les données · modifier les données |
| Buoux                       | 84023      | CC Pays d'Apt-Luberon        | 17,54            | 103 (2022)                        | 5,9                | modifier les données · modifier les données |
| Caseneuve                   | 84032      | CC Pays d'Apt-Luberon        | 18,11            | 519 (2022)                        | 29                 | modifier les données · modifier les données |
| Castellet-en-Luberon        | 84033      | CC Pays d'Apt-Luberon        | 9,84             | 114 (2022)                        | 12                 | modifier les données · modifier les données |
| Gargas                      | 84047      | CC Pays d'Apt-Luberon        | 14,90            | 3 020 (2022)                      | 203                | modifier les données · modifier les données |
| Gignac                      | 84048      | CC Pays d'Apt-Luberon        | 8,15             | 73 (2022)                         | 9,0                | modifier les données · modifier les données |
| Gordes                      | 84050      | CA Luberon Monts de Vaucluse | 48,04            | 1 664 (2022)                      | 35                 | modifier les données · modifier les données |
| Goult                       | 84051      | CC Pays d'Apt-Luberon        | 23,77            | 1 067 (2022)                      | 45                 | modifier les données · modifier les données |
| Joucas                      | 84057      | CC Pays d'Apt-Luberon        | 8,29             | 348 (2022)                        | 42                 | modifier les données · modifier les données |
| Lacoste                     | 84058      | CC Pays d'Apt-Luberon        | 10,66            | 453 (2022)                        | 42                 | modifier les données · modifier les données |
| Lagarde-d'Apt               | 84060      | CC Pays d'Apt-Luberon        | 21,79            | 30 (2022)                         | 1,4                | modifier les données · modifier les données |
| Lioux                       | 84066      | CC Pays d'Apt-Luberon        | 38,89            | 287 (2022)                        | 7,4                | modifier les données · modifier les données |
| Ménerbes                    | 84073      | CC Pays d'Apt-Luberon        | 30,27            | 967 (2022)                        | 32                 | modifier les données · modifier les données |
| Murs                        | 84085      | CC Pays d'Apt-Luberon        | 31,27            | 390 (2022)                        | 12                 | modifier les données · modifier les données |
| Oppède                      | 84086      | CA Luberon Monts de Vaucluse | 24,10            | 1 285 (2022)                      | 53                 | modifier les données · modifier les données |
| Roussillon                  | 84102      | CC Pays d'Apt-Luberon        | 29,77            | 1 318 (2022)                      | 44                 | modifier les données · modifier les données |
| Rustrel                     | 84103      | CC Pays d'Apt-Luberon        | 28,26            | 682 (2022)                        | 24                 | modifier les données · modifier les données |
| Saignon                     | 84105      | CC Pays d'Apt-Luberon        | 19,60            | 922 (2022)                        | 47                 | modifier les données · modifier les données |
| Saint-Martin-de-Castillon   | 84112      | CC Pays d'Apt-Luberon        | 38,21            | 695 (2022)                        | 18                 | modifier les données · modifier les données |
| Saint-Pantaléon             | 84114      | CC Pays d'Apt-Luberon        | 0,78             | 207 (2022)                        | 265                | modifier les données · modifier les données |
| Saint-Saturnin-lès-Apt      | 84118      | CC Pays d'Apt-Luberon        | 75,79            | 2 986 (2022)                      | 39                 | modifier les données · modifier les données |
| Sivergues                   | 84128      | CC Pays d'Apt-Luberon        | 9,39             | 44 (2022)                         | 4,7                | modifier les données · modifier les données |
| Viens                       | 84144      | CC Pays d'Apt-Luberon        | 34,59            | 624 (2022)                        | 18                 | modifier les données · modifier les données |
| Villars                     | 84145      | CC Pays d'Apt-Luberon        | 30,05            | 770 (2022)                        | 26                 | modifier les données · modifier les données |
| Canton d'Apt                | 8401       |                              | 677,84           | 30 409 (2022)                     | 45                 | modifier les données                        |

## Démographie

### Démographie avant 2015
| 1962   | 1968   | 1975   | 1982   | 1990   | 1999   | 2006   | 2011   | 2012   |
| ------ | ------ | ------ | ------ | ------ | ------ | ------ | ------ | ------ |
| 11 179 | 13 896 | 16 498 | 18 467 | 20 323 | 20 383 | 21 189 | 22 463 | 22 250 |

### Démographie depuis 2015
En 2022, le canton comptait 30 409 habitants, en évolution de −5,67 % par rapport à 2016 (Vaucluse : +1,73 %, France hors Mayotte : +2,11 %).
| 2013   | 2018   | 2022   |
| ------ | ------ | ------ |
| 32 723 | 31 177 | 30 409 |